# Feroculus feroculus
Genre
Espèce
Statut de conservation UICN

 EN B1ab(ii,iii)+2ab(ii,iii) : En danger
Feroculus feroculus est la seule espèce du genre Feroculus. Cette musaraigne est un petit mammifère insectivore de la famille des Soricidés. C'est une espèce menacée.